# Potamogeton berchtoldii
Potamogeton berchtoldii là một loài thực vật có hoa trong họ Potamogetonaceae. Loài này được Fieber miêu tả khoa học đầu tiên năm 1838.